# Acroriodes diplolopha
Acroriodes diplolopha là một loài bướm đêm trong họ Noctuidae.